# Satz vom Dreizack

Satz vom Dreizack:
Alle roten Strecken sind gleich lang, vor allem:
(Dreizack).

Der Satz vom Dreizack (nach den russischen Bezeichnungen лемма о трезубце (wörtlich: Lemma über den Dreizack)  und теорема трилистника (wörtlich: Satz vom Trillium)) ist eine Aussage aus der Elementargeometrie, die eine Eigenschaft von Umkreis und Inkreis eines Dreiecks beschreibt.
In einem Dreieck {\displaystyle ABC} sei {\displaystyle I} der Mittelpunkt seines Inkreises und {\displaystyle D} der Schnittpunkt von {\displaystyle BI} (Winkelhalbierende in {\displaystyle B}) mit seinem Umkreis, dann besagt der Satz vom Dreizack:
- Die Strecken {\displaystyle DA}, {\displaystyle DI} und {\displaystyle DC} sind gleich lang, das heißt {\displaystyle |DA|=|DI|=|DC|}.
- {\displaystyle A,I,C} liegen auf einem Kreis, dessen Mittelpunkt {\displaystyle D} ist. Insbesondere liegt damit der Mittelpunkt des Kreises durch {\displaystyle A,I} und {\displaystyle C} auf dem Umkreis des Dreiecks {\displaystyle ABC}.

Betrachtet man zusätzlich den Mittelpunkt {\displaystyle E}.des Ankreises der Seite {\displaystyle AC}, so liegt dieser auf demselben Kreis wie {\displaystyle A,I,C} sowie auf der Geraden {\displaystyle BI}, so dass Strecke {\displaystyle EI} der Durchmesser dieses Kreises ist. Die Länge des Durchmessers beträgt dabei:
{\displaystyle |EI|=4R\sin \left({\frac {1}{2}}\angle B\right)={\frac {|AC|}{\cos \left({\frac {1}{2}}\angle B\right)}}}
Hierbei steht {\displaystyle R} für den Radius des Umkreises des Dreiecks {\displaystyle ABC}.
Der Mittelpunkt {\displaystyle D} des gemeinsamen Kreises von {\displaystyle A,I,C,E} entspricht zudem dem Südpol im Südpolsatz.